# 감비아

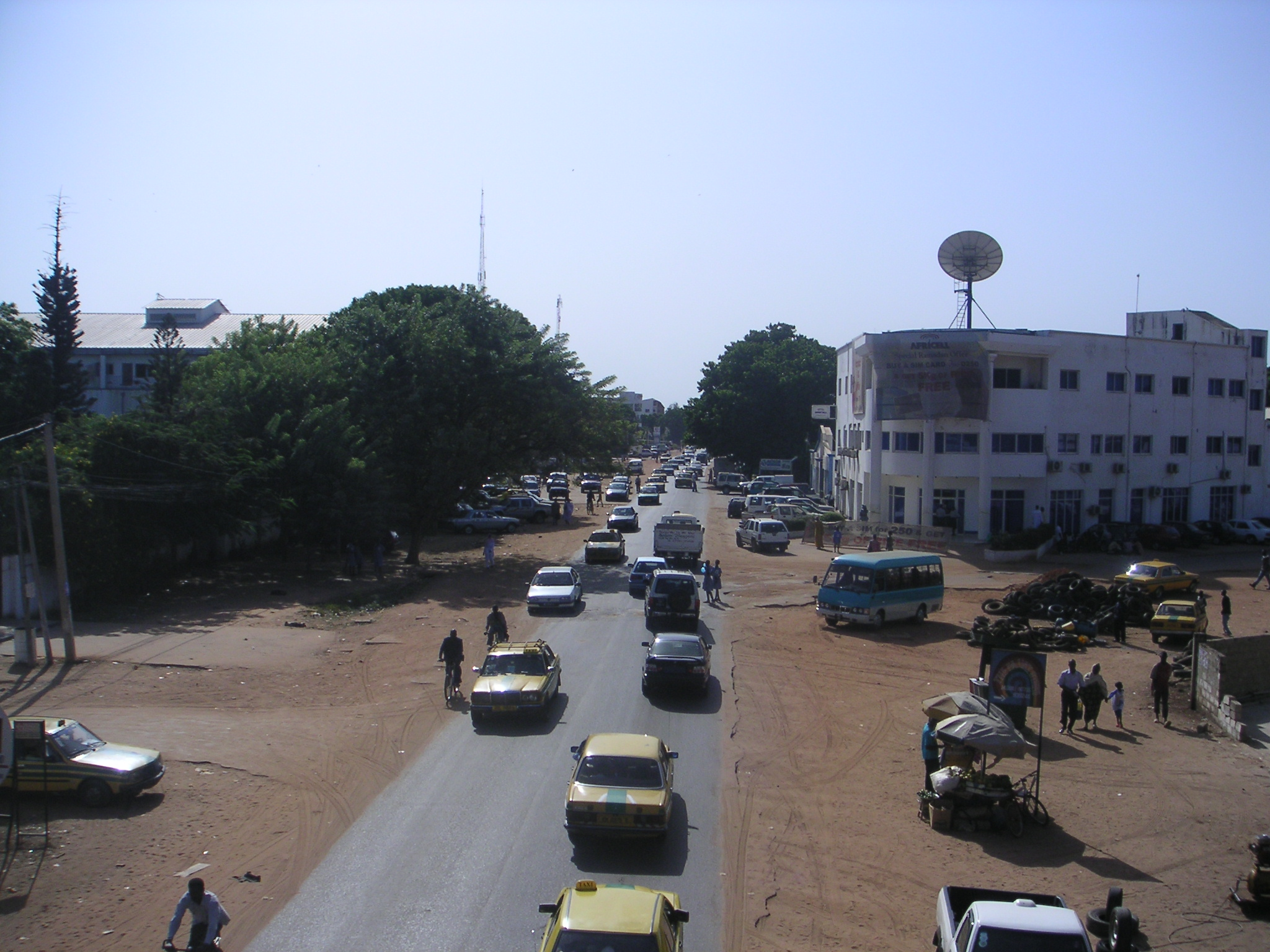

감비아(영어: The Gambia / Gambia)는 아프리카 서해안에 있는 국가이다. 공식 국가명은 감비아 공화국(영어: Republic of The Gambia)이다. 대서양에 접한 감비아강의 하구를 제외하고는, 세네갈에 둘러싸여 있다. 수도는 반줄이다. 1965년 2월 18일 영연방의 자치령으로서 독립했다. 주민은 세네갈과 동일한 흑인이며 대부분이 회교도이며 공용어는 영어이다. 주요 산물인 땅콩이 재배되어 수출고의 93%를 차지한다. 그 밖에 야자열매·모피 등이 생산되고 어업이 성하며 지하자원은 보크사이트 등이 있다. 주요 도시로는 반줄, 세레쿤다, 바세산타수, 반상, 파라페니 등이 있다.

## 국호
감비아라는 국명은 만딩카어로 감비아강을 뜻하는 캄브라/캄바(Kambra/Kambaa)에서 따왔다. 감비아는 1965년에 독립한 이후부터 국명을 'The Gambia'라고 표기하고 있는데 정부와 국제 기구에서 공식적으로 사용한다. 감비아는 국호가 복수형(네덜란드, 필리핀)이거나 정부 형태(영국, 체코 등)를 제외하고 바하마아 함께 영어 이름에 정관사가 일반적으로 사용되는 단 2개의 나라이다. 'The'라는 정관사는 감비아강을 뜻하는 'The Gambia (River)'에서 따왔다. 다우다 자와라 총리는 감비아가 독립하기 이전인 1964년에 영국 지명상임위원회에 보낸 서한을 통해 1964년에 독립한 잠비아(Zambia)와의 혼동을 피하기 위하여 'The Gambia'라는 국명을 표기해 줄 것을 요청했다.
1970년에 감비아가 영연방 왕국에서 탈퇴하고 공화국이 되면서 감비아의 정식 국호가 감비아 공화국(Republic of The Gambia)이 되었다. 2015년 12월에 야히아 자메 대통령에 의해 감비아의 공식 국호가 감비아 이슬람 공화국(Islamic Republic of The Gambia)으로 바뀌었다가 2017년 1월 29일에 아다마 배로 대통령에 의해 감비아 공화국으로 바뀌었다.

## 역사
11세기 중반에 이슬람교 신자들이 현재의 감비아 지역에 정착하기 시작했고, 14세기 초에는 말리 제국의 속국이 되었다. 15세기 중반 포르투갈의 영향권 아래에 들어갔고, 16세기 중반 이후에는 영국의 지배를 받게 되었다. 17세기 후반부터 18세기 말까지 영국과 프랑스 사이에 세네갈과 감비아 강 지역을 두고 주도권 다툼이 있었고 그 결과 영국이 감비아 강 지역을 차지하게 되어 대략적인 국경이 결정되었다. 수도인 반줄은 시에라리온 총독의 관할 지역이었다가 1888년 분리되어 영국의 식민지가 되었다.
감비아는 1965년 2월 18일 독립하였고 1970년 4월 24일 영연방에 속한 공화국이 되었다. 수상이었던 다우다 자와라는 대통령으로 1994년까지 재임했다. 1981년 일어난 쿠데타는 세네갈의 개입으로 실패하였고 감비아와 세네갈은 1982년 세네감비아 연방을 결성했지만 1989년 해체되었다. 1994년 다시 쿠데타가 일어나 이를 주도한 야히아 자메가 정권을 잡았고 1997년 2대 대통령으로 선출되었다.
2015년 12월 11일 자메 대통령은 감비아가 이슬람 공화국임을 선언했다. 이에 따라 감비아의 정식 국호가 감비아 이슬람 공화국(Islamic Republic of the Gambia)으로 바뀌게 되었다.
2016년 감비아는 헌정위기로 인해 카자망스 민주군 운동도 이에 참여를 하게 되면서 점점 확대되었다. 게다가 서아프리카 경제 공동체도 이에 개입하면서 결국 군사 개입으로 번졌고, 결국 야히아 자메 대통령은 집권한지 21년 만에 대통령직에서 축출되었다. 이후 미인대회 우승자 출신인 파투 투파 잘로가 2019년에 "4년 전 당시 대통령이었던 야흐야 자메로부터 성폭행을 당했다"고 폭로했다.
2017년 1월 27일 아다마 배로 감비아의 대통령은 감비아가 더 이상 이슬람 공화국이 아닌 것임을 선언하여 국명을 다시 감비아 공화국으로 바뀌었다.

## 지리와 기후
감비아는 아프리카 대륙 서쪽 끝에 자리잡고 있고 국토 면적은 1만 380 km2, 인구 151만 7천 명(2005년 통계)인 작은 나라이다. 지리적으로 감비아강을 따라 동서로 길쭉한 띠 모양의 나라이며, 나라의 세면이 세네갈에 둘러싸여 있다. 국토 전역이 높이 100m 이하의 저지대로, 연안은 늪지대, 육지는 초원 지대이다. 열대 사바나 기후에 속한다.

## 정치

### 정치 체제
- 공화국제로서 대통령제를 기반으로하는 의회제도(국민의회)
- 언어: 영어, 만딩고어

### 행정 구역
감비아는 5개 구와 1개 도시로 구성되어 있다.
1. 반줄 (Banjul)
2. 어퍼리버구 (Upper River)
3. 센트럴리버구 (Central River)
4. 로어리버구 (Lower River)
5. 노스뱅크구 (North Bank)
6. 웨스트코스트구 (West Coast)

### 외교
대한민국과는 1965년 수교하였고, 의료협정, 어업협정, 경제기술협정을 체결하였다. 조선민주주의인민공화국과는 1973년 수교하였다.
세네갈은 감비아와 세네감비아 연방을 결성한 국가였으나, 지금은 해체되었다. 중화민국의 수교국이었으나 2013년 11월에 단교하였으며 2016년 3월에 중화인민공화국과 외교 관계를 수립했다.
영국의 식민지배를 받았던 나라였다. 영국 연방에 2013년 탈퇴하였으나, 2017년에 재가입하였다.
감비아는 2019년 11월 11일 무슬림 소수종족인 로힝야족을 학살했다는 이유로 미얀마 정부를 ICJ에 제소했다.

## 경제
감비아는 자유경제체제이며 전통적으로 농업에 종사(노동 인구의 약 75%가 농업에 종사)한다. 농업이 GDP에서 차지하는 비율은 23%이다. (1997년 기준) 땅콩이 주요 생산물이자 수출품이다. 해안가에서 주요 수출입이 이뤄지는데 수입관세가 거의 없는데다가 행정 절차가 많지 않아서 무역하기에는 별다른 어려움이 없는 곳이며 관광객들도 많이 출입하여 관광 산업 역시 큰 비율을 차지하고 있다.
농업이 전체 GDP의 29%를 차지하는데 전체 노동력의 75%가 농업에 종사할 정도다. 땅콩, 쌀이 주요 생산품이다. 농업 내에서 땅콩 생산이 6.9%이고 기타 작물이 8.3%, 목축업 5.3%, 수산업 1.8%, 임업 0.5% 등이다.
영국과 기타 유럽 연합 국가가 주요 수입 국가로 전체 수입의 60%를 차지한다. 이어 아시아가 23%, 코트디부아르와 기타 아프리카 국가가 17% 정도를 점유한다.
근년에 관광업이 성행하고 있는데, 영어가 통한다는 점도 있어 유럽 여러 나라로부터 부담없이 오는 관광지가 되었다.
3,000톤 급의 선박이 내륙의 조지타운까지 가는 것이 가능하다. 반줄 국제공항은 미국의 우주 왕복선이 불시착할 수 있도록, NASA가 1989년에 수리하였다. 반줄 항은 아프리카 서해안에서 손꼽히는 천연항이다.

## 주민과 언어
주민은 하구(河口)지역의 만딩고족을 중심으로 풀라니족, 월로프족 등 여러 부족으로 나뉘어 산다. 소수의 유럽인과 레바논 출신 이주자들이 거주한다. 헌법에 공용어를 명시하지는 않았다. 하지만 영어는 입법, 행정, 사법부에서 사용하는 유일한 언어로 '국가의 언어'다. 세네갈속에 있기에 프랑스어도 필요에 따라서는 사용한다. 그러나 프랑코포니의 회원국은 아니다. 많은 어린이들이 6년제 초등교육 과정을 수료하지만 중·고등 과정을 마치는 학생들의 수효는 미미하다.

## 문화와 종교

### 문화
감비아는 영국 지배 영향에 있었기에, 영국의 문화 영향을 받았으며, 또한 세네갈과 인접하기에 세네갈과도 비슷한 생활을 하고 있다.

### 종교
인구의 90% 이상이 이슬람교를 믿고 있고 나머지의 상당수는 기독교 계열 신자이다. 이외에 부족 고유종교가 있다. 감비아는 공식적으로 두 종교의 기념일을 지키고 있다.